# アヌラーダプラ
アヌラーダプラ（シンハラ語: අනුරාධපුර、タミル語: அனுராதபுரம்、英語: Anuradhapura）は、スリランカ北中部州にある古都である。北中部州の州都であり、アヌラーダプラ県の県都でもある。1982年、ユネスコの世界遺産に登録された。

## 歴史
年代記の『マハーワンサ』（大史。6世紀初頭）や『チューラワンサ』（小史）によれば、紀元前5世紀から紀元11世紀に至る長い間、北部を根拠地としたシンハラ人を主とする王朝の王都として繁栄した。別の所に移されたこともあったが、短期間で元に戻っている。
スリー・マハー菩提樹と呼ばれている菩提樹があり、仏教徒の崇拝対象になっている。『マハーワンサ』（第19章）によれば、インドのブッダガヤ（ブッダ・ガヤー）で正覚（悟り）を得たとされるゴータマ・シッダールタが座って瞑想していた金剛座の背後に繁る菩提樹から、アショーカ王の妹のサンガミッターが小枝を瓶に入れて当地にもたらしたとされる。スリーは敬称（聖なる）で、マハーは偉大な（または真の）、ボーディ（菩提）は目覚めたる者の意味である。仏教伝来の王都であったため、たくさんの遺跡が残っている。新しい町と古代の町に分けられて、遺跡群は保護されている。巨大なストゥーパ（仏塔）が散在し、半球状の構造をなし、石または煉瓦で作られている。
最大のストゥーパは、紀元前1世紀に作られたアバヤギリ・ダーガバで、現在でも74メートルの高さがあり、建築当時はその周囲に半球状の屋根を含む構造があり高さは100メートルあったと言われる。周囲には5000人の僧が生活した僧院があった。主な遺跡には、ベッサギリ寺院、イスルムニヤ寺院、ダクヌ仏塔、ミリサワティ仏塔、ルワンワリサーヤ仏塔、ジェーターワナ仏塔、トゥーパーラーマ仏塔、ランカーラーマ仏塔などがある。
仏教の伝来は、紀元前247年の6月満月の日とされ、アショーカ王の王子のマヒンダが当地を訪れ、王都の北東17キロのミヒンタレー山で、デーワー・ナンピヤティッサ王と出会い、王が仏教に帰依して精舎を寄進したことに始まるとされる。
灌漑用に人工の湖（ウェワ）が数多く作られ、高度な土木技術があったことがわかっている。水の統御に基づいて高い生産力の水田稲作農耕が発達し、国の経済的基盤を形成した。ドライ・ゾーンに位置するため、雨季は年1回であり、溜池灌漑はこの地に生きる人々にとって重要であった。中でもアブハヤ・ウェワは、1950年設立の世界的なNGO国際かんがい排水委員会が推進する「かんがい施設遺産」に登録された。技術的には南インドのタミル・ナードゥと共通しており、海を越えた交流が頻繁に行なわれていたと見られる。
アヌラーダプラは1017年に南インドのタミル系のチョーラ朝の侵入によって崩壊し、王都は南部のローハナに移ったが、その後、当地から90キロ南東のポロンナルワに王都が建設されて、ウィジャヤバーフ1世が1070年にチョーラ朝の勢力を駆逐し、再度、繁栄期を迎えた。

## 地理
アヌラーダプラはスリランカの北部中央の平野部に位置している。北中部州全体の中では北西側、アヌラーダプラ県の中では中央付近にある。
市街はマルワトゥ川を挟んで西側が遺跡地区、東側の北部が旧市街、東側南部が新市街と3エリアに分かれている。主要な鉄道駅であるアヌラーダプラ駅は旧市街側に位置するが、バスターミナルは新旧両市街に存在している。

## 交通
アヌラーダプラには複数の幹線道路と鉄道のノーザンラインが通っている。アヌラーダプラ駅は鉄道における都市の玄関口であり、ノーザンラインを通じて、南西のコロンボ首都圏や北部のジャフナと結んでいる。
アヌラーダプラはスリランカの北部中央部に位置する都市であり、多数の幹線道路が交わることから、バブニヤやダンブッラ、プッタラム、トリンコマリー、ジャフナ、クルネーガラ、キャンディといった多くの主要都市に通じている。交通の便が良いことから、アヌラーダプラは周辺の遺跡などの観光拠点ともなっている。

## 登録基準
この世界遺産は世界遺産登録基準のうち、以下の条件を満たし、登録された（以下の基準は世界遺産センター公表の登録基準からの翻訳、引用である）。
- (2) ある期間を通じてまたはある文化圏において、建築、技術、記念碑的芸術、都市計画、景観デザインの発展に関し、人類の価値の重要な交流を示すもの。
- (3) 現存するまたは消滅した文化的伝統または文明の、唯一のまたは少なくとも稀な証拠。
- (6) 顕著で普遍的な意義を有する出来事、現存する伝統、思想、信仰または芸術的、文学的作品と直接にまたは明白に関連するもの（この基準は他の基準と組み合わせて用いるのが望ましいと世界遺産委員会は考えている）。

## 出身人物
- ウパーリ・ラジャカルナ